# 漢唐國際
漢唐國際控股有限公司，簡稱漢唐國際控股，以及漢唐國際（英語：Han Tang International Holdings Limited，港交所除牌前：1187.HK、前澳洲證交所代號：PLR），在1993年，由當時廣州廣橡輪胎集團有限公司和「嘉宏有限公司」於广东广州（前總部）成立「廣州珠江輪胎有限公司（前旗下公司，在2014年7月11日終止營運）」。
董事會主席為杨鎏。總部位於香港。業務在中國內地經營生產和銷售電子和半導體，以及經營石油產品，當時業務生產和銷售輪胎產品。
股份在1995年1月25日曾在澳洲證券交易所上市，前身為「珠江輪胎（控股）有限公司」，1999年6月8日於港交所主板介紹上市。在2004年5月10日，自願在澳洲證券交易所撤銷上市。2016年7月25日，楊鎏卸任公司總裁，並交由趙文佳接任。
2018年10月22日，已被港交所上市委員會強制撤銷上市。

## 外部連結
- hantang.hk （页面存档备份，存于）